# Фененко Володимир Іванович
Володимир Іванович Фененко (30 квітня 1873 — ? ) — полковник Російської Імператорської армії, Георгіївський кавалер.
Герой Першої світової війни.

## Біографія
Народився в маєтку Морозівка (с.Камінь) Кролевецького повіту Чернігівської губернії. Православний. З дворянського роду Фененків. Син статського радника, штабскапітана у відставці, Кролевецького повітового предводителя дворянства Івана Романовича Фененка та Марії Михайлівни Фененко (Ворожбит).
Рідний брат судового слідчого з особливо важливих справ Київського окружного суду Фененка Василя Івановича. 
Загальну освіту отримав у Київському Володимирському кадетському корпусі. Почав військову службу 13.08.1892 р. Закінчив Чугуївське піхотне юнкерське училище у 1897 р. Учасник російсько-японської війни 1904-1905 років. Штабскапітан на 1905 р.
На 01.01.1909 р.- штабскапітан Костромського 19-го піхотного полку. Учасник Першої світової війни. Полковник (пр. 28.01.1916; ст. 10.07.1915; "за отличие в делах..."). На 01.08.1916 р. у тому ж чині та полку.
Старший штаб-офіцер 19-го піхотного Костромського полку, полковник армійської піхоти.
Командир 670-го піхотного Дунаєцького полку (з  31.03.1917 р.).
У Громадянську війну полковник Фененко В.І. брав участь у Білому русі в складі Збройних сил Півдня Росії — у 2-ому армійському запасному батальйоні до евакуації з Криму. 14 листопада 1920 р. залишив місто Севастополь (був евакуйований) на крейсері "Генерал Корнілов". 21 листопада 1920 року флот, що вийшов з Криму, був реорганізований у Російську ескадру в складі чотирьох  загонів. У грудні 1920 року в складі 2-го армійського батальйону міг опинитися в Константинополі або, пізніше, в порту Бізерта (Туніс). Подальша доля В.І.Фененка невідома.

## Нагороди
- Золота зброя «За хоробрість» . Місце служби: 19-й піхотний Костромський полк, капітан, Дата події: 13.11.1914

 Его Императорское Величество, въ присутствіи своемъ во Львове, Апреля 11-го дня 1915 года, соизволилъ отдать слҍдующій приказъ:   
 По 19-му Костромскому  пехотному полку: Владиміру Фененко за то, что 13-го Ноября 1914 года под Бохніей, получивъ приказаніе от командира 4-го баталіона, начальника праваго участка, съ своей 11-й ротой двинулся на лҍвый участокъ, атаковал противника и ударомъ  въ  штыки выбилъ его изъ окоповъ, взял болҍе 100 плҍнныхъ  и далъ  возможность 2-му баталіону двинуться впередъ и выйти изъ затруднительнаго положенія.
- Орден Святого Станіслава III-го ступеня (1905 р.)
- Орден Святої Анни III-го ступеня (1913 р.)
- Орден Святої Анни II-го ступеня з мечами. Місце служби: 19-й піхотний Костромський полк, капітан, 16 01 1915
- Орден Святого Станіслава II-го ступеня з мечами. Місце служби: 19-й піхотний Костромський полк, капітан, 16.01.1915
- Орден Святого Рівноапостольного Князя Володимира IV-го ступеня з мечами та бантом. Місце служби: 19-й піхотний Костромський полк, капітан, 02.03.1915
- Орден Святої Анни IV-го ступеня з написом «За хоробрість». Місце служби: 19-й піхотний Костромський полк, капітан,  01.06.1915
- Мечі та бант до ордену Святої Анни III-го ступеня. Місце служби: 19-й піхотний Костромський полк, підполковник, 09.12.1915
- Орден Святого Рівноапостольного Князя Володимира III-го ступеня з мечами. Місце служби: 19-й піхотний Костромський полк, полковник, 29.12.1916
- Высочайшее благоволеніе (ВП 14.11.1915; "за отличия в делах...")

## Додаткова інформація
- Пошук ПІБ по «Картотеке Бюро по учету потерь на фронтах Первой мировой войны 1914–1918 гг.» в РГВИА.
- Сайт "Офицеры РИА"